# WM-120
WM-120 — китайская РСЗО калибра 273 мм. 

## История создания
WM-120 разработана китайской корпорацией Norinco 

## Применение
WM-120 предназначен для уничтожения укреплённых и командных пунктов, средств дальнобойной артиллерии и ракетных войск, скоплений бронетанковой и прочей военной техники и живой силы противника.

## Состав
В состав системы входят:
1. пусковая установка;
2. транспортно-заряжающая машина (ТЗМ);
3. система управления огнём ПС-73;
4. реактивные снаряды.